# Bergeforsen
Bergeforsen est une localité de la commune de Timrå dans le comté de Västernorrland en Suède.
Sa population était de 1 753 habitants en 2019.